# Tirumala
Tirumala è una suddivisione dell'India, classificata come census town, di 17.789 abitanti, situata nel distretto di Chittoor, nello stato federato dell'Andhra Pradesh. In base al numero di abitanti la città rientra nella classe IV (da 10.000 a 19.999 persone). Qui si trova il Tempio di Venkateswara.

## Geografia fisica
La città è situata a 13° 40' 60 N e 79° 20' 60 E e ha un'altitudine di 869 m s.l.m..

## Società

### Evoluzione demografica
Al censimento del 2001 la popolazione di Tirumala assommava a 17.789 persone, delle quali 9.220 maschi e 8.569 femmine. I bambini di età inferiore o uguale ai sei anni assommavano a 1.975, dei quali 1.021 maschi e 954 femmine. Infine, coloro che erano in grado di saper almeno leggere e scrivere erano 12.951, dei quali 7.395 maschi e 5.556 femmine.